# Fritillaria carica
Fritillaria carica là một loài thực vật có hoa trong họ Liliaceae. Loài này được Rix miêu tả khoa học đầu tiên năm 1975.